# ある皇后の運命の歳月
『ある皇后の運命の歳月』（あるこうごうのうんめいのさいげつ、Sissi – Schicksalsjahre einer Kaiserin）は、1957年にオーストリアで製作・公開されたカラー映画である。

## 概要
1955年の『プリンセス・シシー』、1956年の『若き皇后シシー』の続編として発表された。日本では劇場公開されなかったが、DVDが発売されている（DVD題名は『エリザベート3　運命の歳月』）。

## あらすじ
宮廷生活が気詰まりなシシーは、愛するハンガリーに娘ジゼラと滞在している。そこでアンドラーシ伯爵の仲介で反対勢力貴族との会見も果たす。いつまでも戻らない皇后を迎えに来た皇帝フランツとつかの間の旅行を楽しむが、急な胸の痛みに襲われウィーンに急遽帰国。医師団から結核の診断とともに転地療養を指示され、夫と娘との接触も禁じられる。ポルトガルのマデイラ島での療養もはかばかしくないところに、母親のルドヴィカが看護に加わる。彼女の励ましによりギリシャのコルフ島では奇跡的に病いが完治する。その帰途、夫と合流し、オーストリア支配を快く思わない北イタリアとの親善のためミラノ、ヴェネチアに公式訪問を敢行するが、冷たい出迎えを受ける。しかしサン・マルコ広場でのシシーと娘ジゼラとの感動的な再会を目にしたヴェネチア市民も皇后万歳の声を上げる。

## キャスト
- エリーザベト（シシー）：ロミー・シュナイダー
- フランツ・ヨーゼフ1世：カールハインツ・ベーム
- ルドヴィカ（エリーザベトの母）：マグダ・シュナイダー
- マクシミリアン（エリーザベトの父）：グスタフ・クヌート
- ヘレーネ（エリーザベトの姉）：ウタ・フランツ
- ゾフィー（フランツ・ヨーゼフの母、ルドヴィカの姉）：フィルマ・デギッシャー
- アンドラーシ伯爵：ワルター・ライヤー

## スタッフ
- 監督・脚本：エルンスト・マリシュカ
- 製作：カール・エーリッヒ、エルンスト・マリシュカ
- 音楽：アントン・プロフェス
- 撮影：ブルーノ・モンディ
- 編集：アルフレート・スルプ
- 美術：フリッツ・ユプトナー＝ヨンストルフ